# 花房正成
花房 正成（はなぶさ まさなり）は、戦国時代から江戸時代初期にかけての武将。当初は備前国の戦国大名・宇喜多氏の家臣で、宇喜多氏が改易された後は江戸幕府の旗本（寄合）となる。備中猿掛領の初代領主。

## 経歴
弘治元年（1555年）、宇喜多氏の家臣・花房正幸の子として生まれる。幼少の頃から宇喜多直家に仕える。永禄12年（1569年）、直家が主君の浦上宗景に対して謀反を起こすと父と共に宗景を攻める。天正6年（1578年）、小西行長と共に中国地方の先鋒であった羽柴秀吉（豊臣秀吉）の下に赴いて織田氏と和議を結ぶ。天正9年（1581年）、父と共に鳥取城の戦いに出陣する。
天正10年（1582年）、宇喜多氏の名代として備中高松城の戦いに出陣、なお、この戦いで水攻めを提案したのは正成といわれている。この戦いの後に家督を継ぎ、また秀吉から軍功を賞されて備中国高松において3万1,000石を与えられ、さらに宇喜多氏の家老に加えられた。正成は毛利氏の攻撃に備えて高松城の大規模な拡張工事を行ったという。直家の跡を継いだ宇喜多秀家に従って、天正13年（1585年）の四国攻め、天正14年（1586年）の九州征伐に出陣する。天正16年（1588年）、秀吉の企てた後陽成天皇の聚楽第行幸の際に、従五位下・志摩守に叙任される。天正18年（1590年）、小田原征伐に出陣する。
文禄元年（1592年）に文禄の役に出陣するが、文禄3年（1594年）、同じ家老衆の一人で執政の地位にあった戸川達安が突然解任され、長船綱直が実権を握るようになると、他の同僚たちと共にしだいに秀家から遠ざけられるようになる。慶長2年（1597年）に慶長の役に出陣するも、慶長4年（1599年）、宇喜多騒動を起こして宇喜多氏の下を退去。徳川家康、大谷吉継、榊原康政などの取り成しによって増田長盛に預けられて高野山に閑居した。
関ヶ原の戦いの後、宇喜多氏の改易に連座して浪人となると、宇喜多氏再興に力を尽くすこととなる。秀家を匿った島津忠恒と秀家の正室の豪姫の兄である前田利長に協力を依頼する。特に、利長は正成を召抱えようとするが、正成は秀家の安否を優先してこれを固辞したという。慶長7年（1602年）、家康に召出されて備中国猿掛において5,000石を与えられ、江戸幕府が開かれるとのちにそのまま旗本となる。その一方で秀家が八丈島に流罪されてから前田利常などと共に家康の許可を得て、秀家に助成米を送ったりもしている。
慶長19年（1614年）、大坂冬の陣では達安と共に備中勢として池田忠継に属して出陣する。慶長20年（1615年）、大坂夏の陣では、安藤重信に属して出陣し、後に井伊直孝に属している。元和2年（1616年）、宇喜多秀家の刑が解かれ、前田氏は秀家に10万石を分け与えて大名への復帰を勧めるが、秀家はこれを断って八丈島に留まることを選ぶ。このことを聞いた正成は、宇喜多家の復興の道が絶たれたと衝撃を受け、しばらくの間寝込んでしまったという。元和5年（1619年）、安芸広島藩主である福島正則の改易の際に上使を勤め、牧野忠成などと共に正則の屋敷に赴いている。
元和9年（1623年）2月8日、69歳で死去。臨終の間際まで秀家の安否を心配していたらしく、花房氏の家名が続く限り宇喜多氏を援助することを遺言したという。